# Lehigh (Kansas)
Lehigh is een plaats (city) in de Amerikaanse staat Kansas en valt bestuurlijk gezien onder Marion County.

## Demografie
Bij de volkstelling in 2000 werd het aantal inwoners vastgesteld op 215.
In 2006 is het aantal inwoners door het United States Census Bureau geschat op 204, een daling van 11 (-5,1%).

## Geografie
Volgens het United States Census Bureau beslaat de plaats een oppervlakte van
0,8 km², geheel bestaande uit land. Lehigh ligt op ongeveer 467 m boven zeeniveau.

## Plaatsen in de nabije omgeving
De onderstaande figuur toont nabijgelegen plaatsen in een straal van 24 km rond Lehigh.